# Hiệu ứng pizza
Trong tôn giáo học và xã hội học, hiệu ứng pizza là hiện tượng một thành phần của một nền văn hóa nào đó được biến đổi và ủng hộ ở nơi khác, rồi được đem trở lại nền văn hóa gốc. Nó cũng có thể chỉ việc quan điểm của một cộng đồng bị ảnh hưởng (hoặc bị áp đặt) bởi những nguồn bên ngoài. Hiệu ứng này được đặt tên từ việc topping pizza hiện nay được sáng tạo bởi dân nhập cư Ý tại Hoa Kỳ (thay vì tại nước Ý, nơi những loại topping đơn giản hơn bị xem thường), rồi sau đó được du nhập vào nước Ý và được xem là một tinh hoa của ẩm thực Ý.
Các cụm từ liên quan gồm "vòng hồi tiếp thông diễn", "tiếp cận văn hóa lại", và "tự đông phương hóa". Cụm từ "hiệu ứng pizza" được đặt ra bởi tu sĩ Ấn Độ giáo và giáo sư Nhân loại học gốc Áo tại đại học Syracuse, Agehananda Bharati năm 1970.

## Ví dụ
Những ví dụ do giáo sư Agehananda Bharati đưa ra hầu hết liên quan đến sự nổi tiếng và địa vị:
- Loạt phim Apu của Satyajit Ray, thất bại tại Ấn Độ trước khi được trao giải tại các nước phương Tây và được đánh giá lại là những tác phẩm kinh điển của điện ảnh Ấn Độ[6]
- Sự phổ biến tại Ấn Độ của những phong trào như của Maharishi Mahesh Yogi và ISKCON xuất phát từ độ nổi tiếng của chúng ở phương Tây[6]
- Sự phổ biến của yoga, một vài guru, và một số tư tưởng và giáo lý Ấn Độ xuất phát từ sự phổ biến tại phương Tây[7]
- Địa vị cao của Bhagavad Gita trong Ấn Độ giáo, mặc dù luôn được coi trong, nhưng nó trở nên thực sự nổi tiếng sau những nỗ lực của phương Tây để xác định một "Kinh thánh Ấn Độ giáo" duy nhất[5]

Nhà phân tích Mark Sedgwick viết rằng khủng bố Hồi giáo, cụ thể là đánh bom tự sát, có thể coi là ví dụ, bắt đầu là sự nhận thức về khái niệm của shahid, hay chết vì đạo, rồi được chuyển lại thế giới Đạo hồi.
Diễu hành Día de Muertos tại thành phố Mexico lấy cảm hứng từ một sự kiện trong bộ phim James Bond Spectre, vốn là giả tưởng tại thời điểm sản xuất bộ phim.
Người sáng lập Hội Thần trí, Helena Blavatsky và Henry Steel Olcott, bị ảnh hưởng bởi tôn giáo phương Đông, sau đó đặt trụ sở tại Adyar, Chennai, từ đó họ truyền bá tư tưởng trong Ấn Độ.
Theo học giả Kim Knott, Mahatma Gandhi "không hứng thú lắm với tôn giáo cho đến khi ông đến Luân Đôn để học luật, nơi ông học Bhagavad Gita tiếng Anh từ bản dịch của Sir Edwin Arnold, và nó đã ảnh hưởng sâu rộng đến nhận thức tâm linh của ông."
Suy nghĩ tôn giáo của Ibn Rushd (Averroes), được người châu Âu thế kỉ 19 như Ernest Renan thu nhập, rồi từ đó trở nên phổ biến trong Nahda, phục sinh đạo Hồi.
Gà Tikka Masala, một món ăn xuất phát từ Anh, dựa trên Ẩm thực Ấn Độ, rồi sau đó trở nên nổi tiếng tại Ấn Độ.
Teppanyaki, một món ăn ảnh hưởng từ phương Tây được chế tạo tại Nhật, sau này trở nên phổ biến tại Mĩ.
Haoqiu zhuan, một tiểu thuyết Trung Quốc. Theo James St. André, tác giả của "Lý thuyết dịch hiện đại và Quy tắc dịch: Các bản dịch châu Âu của Haoqiu zhuan", viết rằng tại Trung Quốc cuốn tiểu thuyết vốn "được coi là là tiểu thuyết viễn tưởng hạng hai và có nguy cơ bị quên lãng hoàn toàn trước sự thay đổi của cảm quan văn học đầu thế kỉ hai mươi." Ông khẳng định rằng việc có dịch tiểu thuyết này sang tiếng Anh đã "mang lại sức sống và danh tiếng" cho Haoqiu zhuan và ảnh hưởng đến chỗ đứng của nó tại Trung Quốc.
Jack-o'-lantern làm tử cải củ Thụy Điển là một tập tục Halloween tại Ireland và một số nơi của Anh. Dân nhập cư Ireland du nhập tập tục này đến Mỹ, và cải biên nó bằng cách dùng bí ngô bản địa thay vì củ cải. Dần dần qua thời gian, bí ngô trở nên phổ biến tại Ireland và Anh.

## Biến thể
Học giả Jørn Borup viết về "hiệu ứng pizza ngược", khi biến thể của một yếu tố văn hóa tiếp tục bị thay đổi do chính xã hội ngoại vi, ví dụ như nhà triết học châu Âu Martin Heidegger 'có vẻ chịu ảnh hưởng của suy nghĩ phương Đông - suy nghĩ dưới góc nhìn "Kháng Cách" hay "phương Tây".'
Stephen Jenkins cho rằng vòng phản hồi này có thể tiếp tục; trong trường hợp pizza, ông viết rằng sự trở lại của pizza tại Ý lại ảnh hưởng đến ẩm thực Mỹ: "...hàng triệu khách du lịch đến Ý, để thưởng thức pizza Ý chính hiệu. Người Ý, đáp ứng nhu cầu này, phát triển những nhà hàng để phục vụ kỳ vọng của người Mỹ. Vui thích với sự khám phá ra pizza Ý "chính hiệu", người Mỹ lại thành lập những chuỗi pizza lò gạch Ý "chính hiệu". Như thế, người Mỹ gặp chính phản chiếu của mình tại nước khá và hài lòng với nó.":81
Jim Douglas, biết rõ luận văn của Bharati, áp dụng nó với nhạc blues xuất phát từ Mỹ trước 1960. Âm nhạc của Robert Johnson, Muddy Waters, vân vân, được đem đến nước Anh, nơi nó được đón nhận bởi những nhạc si khác (đặc biện là những người chơi guitar điện). Sau đó, phiên bản blues này trở lại nước Mỹ bởi những nghệ sĩ như The Rolling Stones, Cream, Led Zeppelin vào cuối những năm 1960 nơi nó được đón nhận bởi những người chưa từng nghe nhạc của Robert Johnson hay những nhạc sĩ tương tự.